# Scurtarea tendonului lui Ahile
Scurtarea tendonului lui Ahile este o afecțiune tendinoasă, care anatomopatologic are ca substrat scurtarea tendonului achilian, iar clinic se manifestă prin tulburări ale mersului sau tulburări de statică a piciorului și este întâlnită în afecțiuni congenitale sau dobândite asociate procesului de dezvoltare neuromotorie, unor traumatisme sau unor afecțiuni neurologice.
Scurtarea (contractură) tendonului lui Ahile este o trăsătură constantă a malformațiilor congenitale ca piciorul strâmb congenital var echin, talus vertical congenital, piciorul plat congenital, echinismul (mersul pe vârfurile degetelor) congenital. Această scurtare a tendonului ahilian este întâlnită în unele afecțiuni care apar în cursul dezvoltării neuromotorii a copilului:  piciorul plat dobândit, echinismul dobândit. Scurtarea sau slăbiciunea tendonului lui Ahile este o trăsătură caracteristică a multor afecțiuni neurologice care ating sistemul nervos central sau periferic (paralizie cerebrală, poliomielită, spina bifida și neuropatii ereditare) și mușchii (distrofie musculară); spasticitatea, slăbiciunea sau contracția tendonului lui Ahile în aceste afecțiuni neurologice duc la anomalii ale mersului.  Scurtarea tendonului ahilian se întâlnește și în piciorul diabetic.
Poate determina la copii disfuncții majore în ceea ce privește dezvoltarea motorie normală și dezvoltarea coordonării. De asemenea, prezența unei astfel de afecțiuni poate indica existența unei alte afecțiuni din al cărui tablou clinic face parte, precum alte afectări congenitale ale structurilor de vecinătate, ori afecțiuni majore de tipul unei paralizii cerebrale, unei afecțiuni neuromusculare sau a unei psihoze majore.
La vârsta adultă poate fi secundară unor probleme de postură, unor traumatisme sau unor anume activități sportive ori unor paralizii ale membrelor inferioare (inclusiv celor asociate poliomielitei).
În cele mai multe cazuri se tratează conservator prin ortezare, imobilizare ortopedică cu aparat ghipsat și gimnastică medicală, dar uneori poate fi necesară folosirea procedurilor chirurgicale (alungirea tendonului lui Ahile, blocare chirurgicală a suprafețelor articulare ale articulației talocrurale (artrodeză) în poziție corectă).